# Hana Connor
Hana Connor (* 20. listopadu 1980 Praha) je česká fotografka.

## Život a dílo
Narodila se v roce 1980 v Praze. Vystudovala fotografii na TAFE univerzitě v australském Perthu s oceněním Best Portfolio of the Year 2007. Pokračuje v magisterském studiu na Institutu tvůrčí fotografie Filozoficko-přírodovědecké fakulty Slezské univerzity. Fotografování komerčních zakázek stejně jako dokumentu se věnuje několik let v Česku i v zahraničí. Od roku 2006 spolupracovala s řadou humanitárních organizací včetně Lékařů bez hranic zejména v oblasti jihovýchodní Asie. V letech 2013-2015 pobývala opakovaně v New Yorku, kde vznikl soubor expresivních černobílých fotografií Wall Street. Od roku 2016 se se svým partnerem Filipem Jandourkem zaměřuje na současné problémy Bangladéše, na fotografiích zachycuje zejména dopad člověka na životní prostředí a život lidí v nejvíce znečištěných místech Země.
Za své fotografie byla oceněna v soutěži Czech Press Photo a Slovak Press Photo. Vystavuje v Česku i v zahraničí.